# Старая Носовица
Старая Носовица (укр. Стара Носовиця) — село в Таракановской сельской общине Дубенского района Ровненской области Украины.
Население по данным 2022 года составляло 313 человек. Население по переписи 2001 года составляло 385 человек. Почтовый индекс — 35670. Телефонный код — 3656. Код КОАТУУ — 5621686013.